# In a Valley of Violence
In a Valley of Violence is een Amerikaanse western uit 2016 die geschreven en geregisseerd werd door Ti West. De hoofdrollen worden vertolkt door Ethan Hawke, John Travolta, Karen Gillan en James Ransone.

## Verhaal
Paul reist samen met zijn trouwe hond Abbie naar Mexico om aan zijn duister verleden bij de United States Army te ontsnappen. Op een dag houdt hij halt in Denton, een kleine mijnstad die door de inwoners als een "vallei van geweld" wordt bestempeld. Hoewel hij op doortocht is, krijgt hij al snel ruzie met Gilly, een boef en tevens de zoon van de marshal.
Paul besluit het stadje te verlaten, maar Gilly en zijn bende laten hem niet met rust. Hij wordt door de bende aangevallen en voor dood achtergelaten. Wanneer Paul hersteld is, besluit hij naar Denton terug te keren om op bloederige wijze wraak te nemen.

## Rolverdeling
| Acteur          | Personage   |
| --------------- | ----------- |
| Ethan Hawke     | Paul        |
| John Travolta   | The Marshal |
| Taissa Farmiga  | Mary Anne   |
| Karen Gillan    | Ellen       |
| James Ransone   | Gilly       |
| Burn Gorman     | Priest      |
| Toby Huss       | Harris      |
| Larry Fessenden | Roy         |

## Première
De film ging op 12 maart 2016 in première op het South by Southwest Film Festival.